# Бен-10 (мультсериал, 2016)
«Бен-10» (англ. Ben 10) — американский анимационный комедийный телесериал с элементами боевика и перезапуск оригинального сериала 2005 года от Cartoon Network. Мировая премьера сериала состоялась в Австралии, Новой Зеландии и Азиатско-Тихоокеанском регионе 1 октября 2016 года. В России 10 октября 2016 года, а премьера в США состоялась 10 апреля 2017 года.
Фильм по мотивам сериала «Бен 10 против вселенной: фильм» был анонсирован 19 февраля 2020 года и вышел в эфир 10 октября 2020 года на канале Cartoon Network.

## Сюжет
Опираясь на весьма успешную франшизу о детском герое Бене Теннисоне (Десять), Бен 10 представляет нового Бена, его двоюродную сестру Гвен и дедушку Макса, когда они путешествуют по стране во время летних каникул. Когда Бен находит Омнитрикс, таинственные часы, которые превращают его в 10 разных пришельцев, перед ним открывается мир внеземных сверхдержав. Сериал подготовлен Cartoon Network Studios и создан исполнительным продюсером Man of Action Entertainment («Большой герой 6», «Генератор Рекс» и четыре оригинальных шоу «Бен 10» в их общей преемственности), с Джоном Фангом (Mixels, Generator Rex) на борту в качестве контролирующего продюсера.

### 1 сезон (2017)
Десятилетний Бен Теннисон провёл свои летние каникулы, путешествуя по всей стране со своими двоюродной сестрой Гвен и дедушкой Максом, в трейлере по прозвищу Развалюх. Однако, встретив странные высокотехнологичные часы, известные как Омнитрикс, которые позволяют ему превращаться в 10 инопланетных героев, он оказывается в положении супергероя. В каждом месте, где останавливается его семья, Бен пытается найти источник развлечения, чтобы сражаться с суперзлодеями, такими как сумасшедший учёный доктор Анимо, тёмный колдун Хекс, психотический клоун Зомбозо, ненавидящий технологию Стим Смит, и безэмоциональные Метеомены, среди других угроз, больших и маленьких. Несмотря на то, что ему есть чему поучиться, он оттачивает навыки своего героя с помощью Гвен и Макса.
Во время сражения с одним из мутантных созданий Анимо во время поездки в Портленд Бен открывает 11-го пришельца, которого он называет Гакс, — Химеронец с лазерным зрением и большой силой. Тем не менее, разблокировка этой формы, кажется, оказывает странное влияние на Омнитрикс, оставляя его неспособным контролировать свои преобразования. Чтобы определить источник этой проблемы, Макс звонит своему старому другу Филу. Бен оказывается под атакой трех охотников за головами инопланетян по имени Тетракс, Крааб и Сиксикс. В то время как он в состоянии отразить их, он встречает таинственного старшего Химеронеца, называющего себя «Вил», который обучает Бена использовать силы Гакса. Однако оказывается, что «Вил» и Гакс — две половины инопланетного завоевателя Вилгакса, который обманывает Бена, чтобы освободить Гакса от Омнитрикса, и впоследствии поглощает силу Гакса, чтобы восстановить его в полную силу. Трио охотников за головами было нанято, чтобы предотвратить реформирование Вилгакса, и, таким образом, объединилось с Беном, чтобы не дать победителю уничтожить часы. Вилгакс побеждает в этой битве, отправляя охотников и заставляя Бена быстро переключаться между его инопланетными формами и, по словам Фила, не может вернуться в человеческую форму.
Вильгакс намеревается использовать лаву с горы Мегаладон, чтобы перезарядить свой корабль и возобновить свое завоевательное веселье. Бен, независимо от его нынешнего состояния, вступает в битву с Вилгаксом. Злодей с лицом щупальца заинтересован в том, чтобы завладеть Омнитриксом, а не уничтожить его, увидев, что он может сделать со слабым человеческим мальчиком, таким как Бен. Поначалу ему мешает неспособность предсказать, какой формой он станет следующим, но Бен способен изменить ход и победить Вилгакса, улучшив Омнитрикс, предположительно жертвуя Гальваническим Мегаформом. Бен делает это живым, а Вилгакс побеждён.

### 2 сезон (2018)
Теннисоны продолжают посещать некоторые из самых больших туристических мест Америки, поскольку Бен продолжает поднимать свою карьеру героя на новую высоту. По мере того, как его враги становятся сильнее, Бену помогают появление новых «омни-усиленных» версий его инопланетных форм, которые обладают странной синей энергией, которая наносит серьёзный удар в битве. Он также открыл нового инопланетного героя, которого он называет «Шок Рок», чья форма состоит из той же синей энергии.
Тем временем Вилгакс, всё ещё ищущий способ сбежать с Земли, создаёт альянсы с некоторыми из врагов Бена, чтобы использовать силу Омнитрикса. Команда Теннисон делает своей задачей победить Вильгакса и не дать его коварным махинациям увидеть свет.
Однако, после битвы с боевым ботом Вильгакса, Бен узнает, что его новые формы являются признаком большей угрозы. Шок Рок — это Фулминианец, чей модуль ДНК заменил Плазму после его жертвы. Фулминианская Империя и их лидер, Верховный Овверайд, манипулировали Беном, чтобы вторгнуться на Землю и использовать Омнитрикс в качестве ворот. Бен и Вилгакс объединяются, вступая в Омнитрикс и объединяясь с героическим слиянием между его ДНК и поврежденной ДНК Плазмы, называющей себя Глитч. Хотя Верховный Овверайд изгоняет Вилгакса в Нулевое Измерение, Теннисоны могут освободить Бена от его контроля и очистить Шок Рока от часов, заставив его перезагрузиться. Глитч переживает перезагрузку, избегая Омнитрикс, присоединяясь к семье.

### 3 сезон (2019)
После серьёзного сражения с Верховным Овверайдом Глитч сливается с гоночным картом и становится частью семьи. Бен расстраивается, когда Омнитрикс перезагружается в течение недели, но он активируется, когда семья Теннисон собирается отправиться в путешествие по миру. Фил создал вертолёт под названием «Омни-Коптер» для семьи Теннисонов, чтобы они могли путешествовать по всему миру. Перезагрузка обнаруживает трёх новых пришельцев — Рата, Шлепка и Гумангозавра, которые заменяют Гуманоида, Водохлёста и Дикау лозу. С Вилгаксом в Нулевом изменении у Бена появился новый враг: Кевин Левин, у которого есть собственный Омнитрикс, называется «Антитрикс», что даёт ему доступ к изменённым версиям пришельцев Бена. Таинственный злодей по имени Вечный Рыцарь собирает злодеев Бена для общего дела. Как показано в финале из двух частей «Карусель», его цель — вернуться в прошлое и не допустить попадания чужеродных сигналов на Землю.
В течение всего сезона Вечный Рыцарь проверяет врагов команды Теннисона, чтобы определить, кому он нужен для этой цели: окончательный список состоит из Кевина, Чармкастера, Вин Этанола, Билли Биллионса, Саймона Сеза и бредового Бена. В поисках Бена Фил дарит Гвен костюм робота-кошки. Кевин, рассерженный на Вечного Рыцаря за то, что он отказался от него, объединился с Гвен, чтобы помочь Бену помешать Вечного Рыцаря изменить историю. В конце концов и Кевин, и Рыцарь оказались в ловушке во времени и пространстве.
Бен и Гвен возвращаются в настоящее и возвращаются в Америку на борту «Омни-коптера» вместе с дедушкой Максом, Филом, Вином и Саймоном, причём последние двое убеждены присоединиться к команде Теннисон. Кроме того, Билли и Чармкастер попадают под стражу.

### Сезон 4 (2020)
В начале 4-го сезона Бен открывает функцию Омни-Кикс на Омнитрикс, тем самым давая своим инопланетянам роботизированную броню; и позже открывает инопланетного Лучистого (Сатджета), который заменяет Жука.

## Персонажи

### Главные герои
- Бен Теннисон (Бен Десять) (озвучивает Тара Стронг) — десятилетний двоюродный брат Гвен и внук Макса Теннисона. Он владеет «Омнитриксом», часы -подобным устройством, которое может превратить его в 10 различных внеземных существ.
- Гвен Теннисон (озвучивает Монтсе Эрнандес) — двоюродная сестра Бена, которая использует его находчивость, острый интеллект. и хитрость, чтобы помочь остановить злодеев.
- Макс Теннисон (озвучивает Дэвид Кэй) — дедушка Бена и Гвен по отцовской линии.
- Глитч (озвучивает Тара Стронг) — слияние ДНК Бена и Плазмы, который поддерживал Омнитрикс изнутри, прежде чем освободиться от него в финале второго сезона после того как Омнитрикс обновился, он улучшил карт Бена и Гвен, вследствие чего они выбрались из Омнитрикса и Глитч остался в карте навсегда. В Бен 10 против вселенной: Фильм его форма Rustbuggy уничтожена Вилгаксом, хотя он выживает, переформатировавшись в экспериментальную боевую броню, используемую Кевином, только для того, чтобы снова быть уничтоженным. Хотя Фил обнаруживает, что его всё ещё можно спасти.
- Кевин Левин (озвучивает Грег Сайпс) — бывший школьный хулиган Бена и владелец производного Омнитрикса, называемого «Антитрикс», который позволяет ему превращаться в изменённые версии пришельцев Бена.

### Пришельцы Омнитрикса
- Ядро (озвучивает Трэвис Уиллингем) — может завить в шарик, упаковывая в его плакировке. Когда свернут, Ядро становится как моторизованное колесо, которое может двигаться с большой скоростью и может увеличить его вращательный импульс, чтобы врезаться в и/или бежать над врагами. Он может также рикошетить и отскакивать от поверхностей в этой форме. Он даже может использовать свою форму сферы, чтобы увеличить его ловкость, быстро открывая его форму мяча во время полёта.
- Лоза (озвучивает Дэвид Хорнсби) — может расти и втягивать своё тело, а также может выращивать виноградные лозы, чтобы поймать других, которые, кажется, его пальцы отрываются. Лоза может расти на его спине, которые могут быть использованы в качестве ног, которые поддерживают его тело.
- Жук (озвучивает Грег Сайпс) — летает, быстрый, изо дырок возле шеи способен выстреливать липкой и вонючей слизью. Силён настолько, что может перевозить тяжёлые грузы, значительно превышающие его собственный вес. Жук токсичен и невосприимчив к ядовитым газам или прочей вони. Его слизь воспламеняется, хотя при мощном потоке способна потушить огонь. Если крылья Жука намочить, то он некоторое время не сможет взлететь, не умеет плавать.
- Гакс (озвучивает Юрий Ловенталь) — был получен из ДНК Вилгакса, который позже забрал его силу себе для восстановления полноценного облика и заблокировал этого супергероя в омнитриксе. Гакс очень крепок и силён, может растягиваться и манипулировать щупальцами, стреляет лазерными лучами из глаз.
- Шок-Рок (озвучивает Дэвид Кэй) — обладает способностью высвобождать сильные синие электрические заряды из любой части своего тела, которые он может использовать для создания различного оружия и инструментов, таких как бумеранг (названный «Блумерангом») и щит. Способен поглощать внешние источники энергии, такие как: оптические лазеры Химера Суи Генерис. Может включать и улучшать машины с помощью его электричества. Имеет неразрушимую каменную броню и обладает повышенной прочностью. Может генерировать червоточины, как показали другие Фулмини.
- Молния (озвучивает Джошуа Китон) — физически сильный, очень выносливый, подвижный и ловкий, обладает быстрой реакцией и ускоренным процессом мышления; невероятно быстрый, способен бежать по поверхности воды или по стенам, передвигается со скоростью свыше 800 км/ч; может создавать скоростные торнадо и наносить быстрые удары со всех сторон; несмотря на быстрое передвижение, способен резко затормозить; в шлем Молнии встроен сканер предметов. Молния не приспособлен к перемещению по льду и прочим скользким поверхностям.
- Водохлёст (озвучивает Макс Миттелман) — имеет бронированный экзоскелет, который защищает его тело от повреждений. Он также обладает повышенной прочностью.  Переполнение может запустить надутые взрывы воды от баков на его предплечьях. Переполнение может использовать эти для того чтобы propel путем распылять воду вниз. Он может также создать лезвия воды.  Переполнение способно дышать под водой, а также плавать на высоких скоростях с удивительной ловкостью. Он обладает большой выносливостью и выдерживает сильное давление воды.
- Силач (озвучивает Джон Ди Маджо) — обладает огромной физической силой и выносливостью, невероятно крепкий, может высоко прыгать, дополнительные руки обеспечивают хорошую манёвренность; способен ударами о землю вызывать мини-землетрясения, а хлопками создавать мощные ударные волны.
- Плазма (озвучивает Дэвид Соболев) — очень тягучий, ловкий, может парить в воздухе, способен изменять форму тела (становиться жидким или твёрдым); может внедряться в любые механизмы и даже обычные металлические предметы, улучшая их и видоизменяя по своему усмотрению (обычный велосипед может превратить в реактивный мотоцикл); из глаза выстреливает энерго-разрядом, также сам способен биться током; обладает регенерацией, может отделять от себя мыслящие (на примитивном уровне) отростки, способен выжить в открытом космосе и в любой другой бескислородной среде. Однажды Бен использовал Плазму, чтобы усовершенствовать свои часы, благодаря чему Омнитрикс стал мощнее, и Бен на некоторое время обрёл способность мгновенно перевоплощаться из одного супергероя в другого. Но из-за этого капсула с ДНК Плазмы была разрушена, и чтобы выжить, ДНК Плазмы слилась с ДНК Бена, вследствие чего появился Глитч. Он заменил разрушенную капсулу на новую, тем самым открыв нового пришельца — Шок-Рока.
- Алмаз (озвучивает Роджер Крейг Смит) — тело Алмаза состоит из чрезвычайно прочных органических синих кристаллов. Он обладает способностью манипулировать атомной структурой своей физиологии по своему усмотрению, позволяя ему формировать свои конечности в алмазное оружие, такое как лезвия и дубинки. Более того, он может контролировать все кристаллы, которые он создаёт. Он может стрелять кристальными осколками из рук. Он также может вырастить кристаллы на всём теле. Он может создавать крупные кристаллы, вызывать стены и формировать хрустальные щиты. Он также может генерировать кристаллы с земли на расстоянии. Алмаз может заставить левитировать кристаллы. Он способен поглощать энергетические взрывы и перенаправлять их. Алмаз также устойчив к огню и высокой температуре. Благодаря естественной плотности кристалла Алмаз чрезвычайно прочен для физических воздействий, но не от звука. Он выдержал удар Вилгакса отправившего его от Галвана Прайма до Галвана Б. Этот инцидент также показывает, что Алмаз может выжить в вакуумном пространстве. Из-за того, что Алмаз создан из органических кристаллов, Алмаз невосприимчив к старению и временным лучам, поскольку кристаллы не стареют. Алмаз может регенерировать, но в ограниченной степени. Омни-усиленный Алмаз способен использовать шок-энергию (создание энерго оружия, испускание энерго разрядов, поглощение энергии и тд).
- Гуманоид (озвучивает Тодд Хеберкорн) — юркий, цепкий, обладает высоким интеллектом. Омни-усиленный Гуманоид намного сильнее и прочнее, способен использовать шок-энергию (создавать энерго оружие, силовые поля и тд.).
- Человек-огонь (озвучивает Дэрил Сабара) — имеет способность производить и манипулировать интенсивное тепло и огонь от его тела. Он может формировать огонь в любую форму, которую он выбирает, обычно — огненные шары. Он может усилить огонь в своих руках для пылающих ударов. Человек-огонь может дышать огнём. Огонь этого пришельца может стать достаточно горячим, чтобы растопить танк, дорогу, но не застрахован от воды.
- Шлепок (озвучивает Тодд Хеберкорн) — способен дублировать себя до неизвестного числа, после того как его ударят по спине. Клоны никак не связаны и могут действовать независимо друг от друга. Каждый раз, когда он дублируется, полученные клоны становятся меньше, тяжелее, плотнее и сильнее на пропорциональную величину. Например, при первом дублировании клоны будут вдвое меньше его первоначального размера и в два раза тяжелее, плотнее и сильнее. Он также может позволить клонам слиться воедино в первоначальную форму Шлепка.
- Рэт (озвучивает Ди Брэдли Бейкер) — демонстрирует увеличенную прочность, способную для того чтобы пробить через твёрдую стену легко. Его чёрные когти убирающиеся, и может быть использован, чтобы нарезать или колоть предметы или врагов. Рэт — чрезвычайно акробатический боец, поскольку он продемонстрировал многочисленные боевые тактики. Он также может прыгать высоко, а также обладает усиленным запахом. Так же, как кошка, Рэт может подняться быстро и без усилий, но также достаточно силён, чтобы нести дополнительный вес во время восхождения. Имеет особую привычку вести себя как кошка, так как он может отвлекаться в любой неподходящий момент.
- Гумангозавр (озвучивает Дэвид Кэй) — обладает невероятной силой. Он обладает толстой, бронированной шкурой, которая оказалась достаточно прочной, чтобы противостоять огню бластера и тяжёлым ударам. Хвост Гумангозавра является достаточно мощным, чтобы создать ударные волны, когда он хлопает его по земле.
- Лучистый, (Скатджет в Дубляже) (озвучивает Ди Брэдли Бейкер) — может летать на гипер-скоростях. Он умеет отлично маневрировать. И очень хорошо прыгать. Он может находиться в космическом пространстве достаточно долго. Он очень выносливый и хорошо плавает. Умеет стрелять зелёными лазерными лучами из глаз и хвоста. Лазерные лучи имеют сильную мощь. Его тело очень прочное и он может летать даже под стрельбу реактивного истребителя. Имеет цепкие лапы.
- Желе (озвучивает Ди Брэдли Бейкер) — превращение, похожий на слизь инопланетянин с планеты Вискозия, главные способности которого — его неуязвимость и изменение формы. Впервые он появляется в Бен 10 против Вселенной: Фильм.
- Супербольшой (озвучивает Роджер Крейг Смит) — то'кустар, массивный, мускулистый инопланетянин, рождённый во время космического шторма, который на сегодняшний день является самой большой и самой могущественной формой Бена. Он был разблокирован Азмутом, чтобы Бен мог сразиться с гигантом Вилгаксом в финальной битве Бен 10 против Вселенной: Фильм . Его способности включают суперсилу, выносливость, скорость и взрывы космической энергии. Неизвестно, появится ли он в пятом сезоне после выхода фильма.

### Злодеи
- Вилгакс (озвучивает Юрий Ловенталь) — Химера Суи Генерис полководец и завоеватель, который пытается взять Омнитрикс от Бена, чтобы захватить вселенную, но в конечном итоге оказывается на Земле после своего унизительного поражения Бена в серии «Омни-Трюки». Он заперт в Нулевой Пустоте с момента серии «Внутрное вторжения».
- Великий Оверайд (озвучивает Фред Татаскьюр) — злодей император из Фулминианцев, впервые появившийся во втором сезоне финала серии «Внутреное вторжения».
- Вечный Рыцарь (озвучивает Роджер Крейг Смит) — таинственный бронированный рыцарь, который замышляет изменить ход истории и устранить присутствие инопланетян с Земли. В течение 3-го сезона он вербует врагов команды Теннисон, чтобы присоединиться к его делу, включая Кевина, Чародейку, Билли Биллионса, Вина Этанола, Саймона Сеза и бредового Бена. Он пойман в ловушку через время искупленным Кевином в серии «Карусель».
- Морис (озвучивает Джон Ди Маджо) — таракан с человеческой головой, который любит деньги и грязь.
  - Сидний (озвучивает Трэвис Уиллингем) — человек с головой таракана и приспешник Мориса.
- Стим Смит (озвучивает Роджер Крейг Смит) — человек в викторианском стиле с тяжёлым британским акцентом, который не любит различные элементы современной жизни и часто использует гаджеты в стиле стимпанк для атаки.
- Хекс (озвучивает Робин Аткин Даунс) — могущественный колдун, который желает мирового господства. В этой серии он владеет Чарами Безеля и книгой заклинаний в пурпурно-золотым полосахом, последняя из которых в конечном итоге попадает во владение Чарм-заклинателя.[2]
- Доктор Энимо (озвучивает Дуайт Щульц) — сумасшедший учёный, который хочет превратить мир в новую эру эволюции со своими животными-мутантами, контролируемыми разумом.
- Зомбозо (озвучивает Джон Ди Маджо) — злой клоун, который обычно использует умственные уловки и гипнотизм для своих схем.
  - Горгона (озвучивает Джесика Ди Чико — у сезоны 1, 2 и 4 с Монтсерратом Эрнандесом в качестве её ученика в сезоне 3) — 10-летняя девочка и цирковой уродец с длинными, цепкими рыжими волосами и повышенной ловкостью.
  - Кислотник (озвучивает Джошуа Китон) — урод цирка, который может генерировать кислоту.
  - Пальцеголовый (озвучивает Джон Ди Маджо) — Лысый мускулистый мужчина с супер силой и гвоздоподобным ростом на голове.
- Лаграндж (озвучивает Дэвид Кэй) — незаконный гонщик с тяжёлым французским акцентом, которого обычно видят за рулём красной гоночной машины. Сначала он появляется в «Drive You Crazy».
- Чародейка (озвучивает Тара Стронг) — соперница Гвен и ученик-волшебник, который, в отличие от своего первоначального коллеги, изображается как обычный человек, несущий книгу заклинаний вместо колдуньи из другого измерения.
- Билли Биллионс (озвучивает Гуннар Сайзмор) — богатый ребёнок, который любит, чтобы получить его путь. Его оружие обычно включает в себя ассортимент высокотехнологичных роботов.
- Майкл Морнингстар (озвучивает Дрейк Белл в серии «Bright Lights, Black Hearts», и Юрий Ловенталь в серии «The Charm Offensive») — актёр-подросток из любимого телесериала Гвен, «Неизвестные», который оказывается вампиром, который питается жизненной силой своих последователей. В «Наступлении Очарования» он заключён в книгу заклинаний Чародейки как наказание за её эксплуатацию.
- Лорд Децибел (озвучивает Дэвид Кэй) — садистский диджей, который может управлять звуком и музыкой и возводить прочную звуковую стену.
- Синоптики — инопланетные роботы, которые могут управлять погодой. У каждого Синоптика есть свой элемент. Основное трио носит деловые костюмы.
  - Прорыв-O (озвучивает Эрик Бауза в 1 сезоне. Джефф Беннетт со 2 до 4 сезона) — лидер трио. Среднего размера, похожего на фигуру, в голубом галстуке. Он контролирует торнадо и другие силы ветра.
  - Шок-O (озвучивает Дэвид Кэй в 1 сезоне. Джеф Беннетт со 2 до 4 сезона) — самый высокий и худой член группы, одетый в жёлтый галстук. Он контролирует освещение и другие электрические мощности.
  - Град-O (озвучивает Джеф Беннет) — низкий и пухлый в трио, одет в синий галстук. Он продолжает жаловаться на то, что ему хотелось бы иметь эмоции. Он контролирует град и другие ледяные силы.
  - Санни (озвучивает Тара Стронг ) — трио Синоптиков. В отличие от трио, она не носит смокинг, и её голова не похожа на их металлические головы, похожие на черепа, у неё красный металлический галстук. Она больше похожа на робота-гуманоида. Она контролирует солнечную энергию и другие силы огня и света.

#### Пришельцы Антитрикса
В отличие от пришельцев Омнитрикса, на которых они моделируются, пришельцев Антитрикса все озвучены Грегом Сайпсом и звучат так же, как их пользователь Кевин.
- Разрушительное Ядро — версия Кевина из Ядра, который пронзил броню.
- Резак — версия Кевина из Лозы, у которого на спине два колючих лозы вместо семян.
- Скунмоут — версия Кевина из Жука, который значительно больше и окрашен в красный цвет с золотой броней.
- Раш — версия Кевина из Молнии, который окрашен в зелёный цвет и имеет серебряную броню.
- Тягун — версия Кевина из Водохлёста, который крупнее и может распылять болотно-зелёную воду.
- Квадросилач — версия Кевина из Силача, который окрашен в пурпурный цвет и носит красновато-чёрные доспехи.
- Бутлег — версия Кевина из Плазмы, который окрашен в синий цвет, имеет красный глаз и шипованную броню.
- Кристалл Кулак — версия Кевина из Алмаза, который сделана из фиолетового кристала, а не тонденита.
- Чёрная Дыра — версия Кевина из Гуманоида, которая значительно больше и обладает пирокинетическими способностями.
- Хот Шот — версия Кевина из Человека-огня, которая значительно больше и имеет оливково-зелёный сундук.
- Громопач — инопланетянин, который, похоже, является версией Кевина из Рэта, напоминающей хаски или с сине-тёмным мехом.
- Пришелец V — более сильная версия Вилгакса, слитая с ДНК Целестиаласа, чьё тело чёрное с красными очертаниями.
- Анти-Вилгакс — слияние всех пришельцев Кевина в теле Вилгакса.

## Озвучивание

### Главные герои
- Тара Стронг — Бен/ Глитч/ Чародейка/ Салли/ Девочка/ 4 Клоун/ Миссис Биллионс/ Плазма (Версия Гвен)/ Старая Леди/ Смешанный Бен/ Звёздныйсвет/ I.J. Crowling/ Эстер/ Молекулярный Повар/ Мэри Джо Фуферьерс
- Монтсе Эрнандес — Гвен/ Горгона (2 сезон)
- Дэвид Кэй — дедушка Макс/ Шок Рок/ Гумангозавр/ Азимус/ Шок-O (1 сезон)/ Лагранж/ Рыболов/ Стив/ Трикер/ Паук/ Буксир/ Клоун #2/ Лестер/ Охранник/ Мистер Биллионс/ Tour Guide (2 сезон)/ Мелвин/ Лорд Децибел/ Карл
- Джон Ди Маджо — Силач/ Зомбозо/ Морис/ Пальчеголовый/ Фил/ Маг-O-Нет Монстер/ Гламурный Мужчина/ Ребёнок из колледжа/ Хэрри
- Дэрил Сабара — Человек-огонь/ Рыба/ Охранник в отеле/ Развалюх #1
- Джошуа Китон — Молния/ Кислотник/ Сикс-Сикс/ Шеди Локинг Дуде/ Райан (1 сезое)/ Рефре/ Ребёнок Босса
- Роджер Крейг Смит — Алмаз/ Вечный Рыцарь/ Стим Смит/ Супербольшой
- Трэвис Уиллингем — Ядро/ Сидний/ Тим Букту/ Крааб
- Грег Сайпс — Жук/ Кевин/ Разрушительное Ядро/ Резак/ Скунмоут/ Раш/ Тягун/ Квадросилач/ Бутлег/ Кристалл Кулак/ Чёрная Дыра/ Хот Шот/ Громопач
- Ди Брэдли Бейкер — Рэт/ Лучистый (Скатджет)/ Желе

## Русский дубляж
- Мультсериал был дублирован студией SDI Media. Режиссёр дубляжа — Андрей Гриневич.

Роли дублировали:
- Татьяна Шитова — Бен Теннисон
- Лина Иванова — Гвен Теннисон
- Александр Воронов — Макс Теннисон

Остальные роли: Жанна Никонова, Ольга Зубкова, Антон Колесников, Андрей Гриневич, Даниил Эльдаров и Олег Куценко.
Это был первый проект по вселенной Бен 10 русский дубляж которого был записан именно в России, в то время как предыдущие сериалы и фильмы были дублированы исключительно в Израиле.